# Acrolophus scotera
Acrolophus scotera är en fjärilsart som beskrevs av Walsingham 1915. Acrolophus scotera ingår i släktet Acrolophus och familjen Acrolophidae. Inga underarter finns listade i Catalogue of Life.